# 임은진
임은진(1997년 2월 16일 ~ )은 대한민국 SBS의 기상 캐스터이다. 2022년부터 SBS 보도본부에서 기상 캐스터로 활동 중이다.

## 학력
- 숙명여자대학교 피아노과 (학사)

## 경력
- LG헬로비전 영남 아나운서
- TBC 기상캐스터
- 2022년 ~ 2024: SBS 기상 캐스터